# 奥咲姫
奥 咲姫（おく さき、1992年9月4日 - ）は、日本の女優。テロワール所属。埼玉県出身。身長155cm。

## 出演

### 映画
- BENBEN-爆裂ヤンキー伝- （2013年6月15日、佳本周也監督） - 芝田桜役
- Miss ZOMBIE（2013年9月14日、SABU監督）
- デスフォレスト 恐怖の森（2014年12月20日、一見正隆監督） - ヨシエ役
- デスフォレスト 恐怖の森2（2015年3月21日、一見正隆監督） - ヨシエ役
- 東京無国籍少女 （2015年7月25日、押井守監督） - 女生徒役
- ピース オブ ケイク （2015年9月5日、田口トモロヲ監督） - ファン役
- デスフォレスト 恐怖の森3（2015年12月12日、鳥居康剛監督） - ヨシエ役
- デスフォレスト 恐怖の森4（2016年4月23日、鳥居康剛監督） - ヨシエ役
- 青空エール （2016年8月20日、三木孝浩監督） - 高橋由希子役
- デスフォレスト 恐怖の森5（2016年9月3日、福田陽平・田中佑和監督） - ヨシエ役[1][2]
- チャットゾーン（2017年4月3日、秋葉原映画祭で初上映）[3]

### テレビ

#### テレビドラマ
- スープカレー　第2話（2012年4月、HBC） - 居酒屋の客役
- 劇場霊からの招待状　第6話「廃墟」（2015年11月6日、TBS） - ミサキ役

#### バラエティ
- オトナの!（2013年、TBS） - オトナの!調査隊レポーター

### 舞台
- ビタースウィート・ウォンテッド（2013年4月、T-Riot公演）
- MOTHER 〜特攻の母 鳥濱トメ物語〜（2013年12月11日-2014年3月16日、Air studio公演）[4]
- 銀河鉄道の夜2015（2015年9月3日-9月20日、ROGO公演）[5]

### ウェブドラマ
- 福井縦断プロジェクト（2022年11月25日 - 12月23日、YouTube 福井県新幹線開業課PRチャンネル） - 今井彩 役[6]

### その他
- WEB　ワタナベプラス（2012年3月、GYAO!）
- WEB　デスフォレスト 恐怖の森3公開記念ニコ生特番
- WEB　デスフォレスト 恐怖の森4公開記念ニコ生特番